# سورن واهونی
سورن واهونی (سورن واهانی خاچیکیان) (ارمنی: Սուրեն Վահունի (Սուրեն Վահանի Խաչիկյան)؛  زادهٔ ۲۵ مارس ۱۹۸۳ - درگذشته ۱۲ دسامبر ۱۹۱۰) مترجم و شاعر اهل ارمنستان بود.

## زندگی‌نامه
وی در ۱۲ دسامبر ۱۹۱۰ در زاریتاپ به دنیا آمد . وی عضو اتحاد نویسندگان اتحاد شوروی بود و در آوانگارد و خانه‌موزه آوتیک ایساهاکیان فعالیت می‌کرد. همچنین برندهٔ جوایزی همچون نشان دوستی خلق و چهره فرهنگی شایسته ارمنستان شوروی شده‌است. وی در ۲۵ مارس ۱۹۸۳ در سن ۷۲ سالگی درگذشت.